# Kerbis-Peterhans-Afrikawaldmaus
Die Kerbis-Peterhans-Afrikawaldmaus (Hylomyscus kerbispeterhansi) ist ein wenig erforschtes Nagetier aus der Gattung der Afrikanischen Waldmäuse (Hylomyscus). Sie kommt in Kenia und möglicherweise in Uganda vor. Das Artepitheton kerbispeterhansi ehrt den US-amerikanischen Mammalogen Julian Kerbis Peterhans, der sich mit der Erforschung der ostafrikanischen Nagetierfauna (insbesondere jener im Rift Valley) einen Namen gemacht hatte.

## Merkmale
Die Kerbis-Peterhans-Afrikawaldmaus erreicht eine Kopf-Rumpf-Länge von 76 bis 100 mm. Die Schwanzlänge variiert zwischen 119 und 138 mm, während die Ohrlängen zwischen 17 und 19,5 mm liegen. Die Hinterfüße weisen eine Länge von 17 bis 21 mm auf, und das Körpergewicht dieser Art beträgt zwischen 18 und 26 g.
Das Fell ist weich und dicht; die Oberseite ist rotbraun gefärbt, die Flanken zeigen eine hellere Farbnuance, während die Unterseite eine weißlich graue Färbung aufweist. Der sehr lange Schwanz, der eine Länge von etwa 148 % der Kopf-Rumpf-Länge erreicht, ist dunkel schokoladenbraun gefärbt. Die Ohren sind dunkelbraun. An den Hinterfüßen ist der fünfte Zeh beweglich und erreicht eine Länge, die nahezu der des zweiten bis vierten Zehs entspricht. Bei weiblichen Exemplaren sind drei Brustzitzen vorhanden.

## Systematik
Die bekannte Population der Kerbis-Peterhans-Afrikawaldmaus wurde ursprünglich der Unterart Hylomyscus denniae vulcanorum der Berg-Afrikawaldmaus zugeordnet, die heute unter dem Trivialnamen Vulkan-Afrikawaldmaus (Hylomyscus vulcanorum) als eigenständige Art angesehen wird. 2014 erfolgte die wissenschaftliche Erstbeschreibung der Kerbis-Peterhans-Afrikawaldmaus als eigenständige Art, basierend auf einem als Holotypus gekennzeichneten Exemplar, das 2010 von Terrence C. Demos gesammelt wurde. Die Kerbis-Peterhans-Afrikawaldmaus wird in die Artengruppe von Hylomyscus anselli eingestuft (zusammen mit H. anselli, H. heinrichorum und H. arcimontensis), von denen sie sich jedoch aufgrund morphometrischer Merkmale unterscheidet. Die Art ist monotypisch.

## Verbreitungsgebiet
Die Kerbis-Peterhans-Afrikawaldmaus kommt am Mount Elgon, in den Cherangani Hills und dem Mau Escarpment in Kenia, westlich des Rift Valley vor. Populationen werden auch an den ugandischen Hängen des Mount Elgon vermutet.

## Lebensraum
Die Kerbis-Peterhans-Afrikawaldmaus bewohnt Bergwälder in Höhenlagen von oberhalb 2300 m.

## Lebensweise
Die Kerbis-Peterhans-Afrikawaldmaus ist nachtaktiv, bodenbewohnend und vermutlich zumindest teilweise baumbewohnend. Der Wurf besteht aus drei bis fünf Jungtieren. Mehr ist zur Lebensweise nicht bekannt.

## Status
Die Kerbis-Peterhans-Afrikawaldmaus wurde 2017 in der Kategorie „nicht gefährdet“ (least concern) in die IUCN Red List aufgenommen. Es ist jedoch mehr Forschungsarbeit erforderlich, um die vollständige Verbreitung dieser Art und ihre Beziehung zu Hylomyscus endorobae in den Wäldern des Mau Escarpment festzustellen. In Teilen ihres Verbreitungsgebiets ist H. kerbispeterhansi die am häufigsten vorkommende Nagetierart. Sie ist offensichtlich widerstandsfähig gegenüber Störungen und ihr Verbreitungsgebiet überschneidet sich mit dem Mount-Elgon-Nationalpark und mehreren kenianischen Waldreservaten.